# Monique Éwanjé-Épée
Pour les articles homonymes, voir Éwanjé-Épée.
Monique Éwanjé-Épée ou Monique Tourret (née le 11 juillet 1967 à Poitiers) est une athlète française, spécialiste du 100 mètres haies. Elle a battu de nombreux records de France et est devenue championne d'Europe en 1990 à Split. Elle est la sœur de Maryse Éwanjé-Épée.

## Biographie
Durant sa carrière sportive, elle est licenciée au Montpellier Université Club puis à l'US Créteil. 
Elle remporte une première médaille internationale en remportant un titre de championne d'Europe junior en 1985. Après deux médailles d'or aux Jeux de la Francophonie et aux championnats du monde universitaires, elle décroche une médaille d'argent sur 60 mètres haies aux championnats d'Europe en salle 1990 à Glasgow avec un temps de 7 s 84 derrière Lyudmila Narozhilenko. La même saison, elle s'adjuge le titre européen sur 100 mètres haies lors des championnats d'Europe de Split.
Les deux années suivantes, elle glane de nouvelles médailles dans les compétitions en salle, l'argent aux Mondiaux en salle 1991 puis aux championnats d'Europe en salle 1992.
Elle marque une pause athlétique fin 1992, pour donner naissance à son premier enfant. Revenue à la compétition, Monique Tourret obtient une dernière médaille, en bronze sur 60 mètres haies aux championnats d'Europe en salle 1996 en 8 s 9 derrière sa compatriote Patricia Girard (7 s 89) et Brigita Bukovec (7 s 90). Elle se retire de la compétition en 1996 après les Jeux olympiques d'Atlanta.
Son record de France du 100 m haies, établi en 1990 dans le temps de 12 s 56, sera égalé en 2014 par Cindy Billaud et sera finalement battu en 2024 par Cyréna Samba-Mayela, avec le nouveau record de France au temps de 12 s 31.

## Carrière post-sportive
Après des études de journaliste poursuivies durant sa carrière athlétique, elle intègre, toujours en activité sportive, l'agence de presse Tempsport à Paris. En 1994, elle travaille au service communication du Conseil général de l'Hérault.
Candidate à l'élection municipale de Saint-Hippolyte-du-Fort (Gard) en mars 2008, elle est élue adjointe au maire.

## Vie personnelle
Elle est la sœur cadette de la sauteuse en hauteur Maryse Éwanjé-Épée.

## Palmarès
- Championne d'Europe du 100 m haies en 1990
- Médaille d'or du 100 m haies aux Jeux de la Francophonie en 1989
- Championne du monde universitaire du 100 m haies en 1989
- Championne d'Europe junior du 100 m haies en 1985
- 1re du 100 m haies de Coupe d'Europe des nations "Finale B" en 1989
- Finale du Grand Prix IAAF : 1re du 100 m haies en 1990, à Athènes
- Championne de France du 100 m haies en 1989, 1990 et 1991
- Championne de France du 60 m haies en salle en 1991 et 1992

- Vice-championne du monde en salle du 60 m haies en 1991
- Vice-championne d'Europe en salle du 60 m haies en 1990 et 1992
- Troisième au championnat d'Europe en salle du 60 m haies en 1996

## Records
- record du monde du 60 m haies en salle junior, en 8 s 6, depuis 1986.
- record de France du 100 m haies en 1989 en 12 s 65, et 1990 en 12 s 56
- record de France du 60 m haies en salle en 1991, en 7 s 82
- record de France du 50 m haies en salle en 1991, en 6 s 81
- record de France du 100 m haies espoirs en 1989, en 12 s 65
- record de France du 100 m haies juniors à 7 reprises en 1985, puis 1986 en 13 s 7 (toujours valide en 2005)